# Estadio Doce de Octubre
Estadio Doce de Octubre – wielofunkcyjny stadion w mieście Tuluá, w Kolumbii. Został otwarty w 1967 roku. Może pomieścić 16 000 widzów. Swoje spotkania rozgrywa na nim drużyna Deportivo Tuluá.